# Гуго Рожер III (граф Верхнего Пальярса)
Гуго Рожер III (кат. Hug Roger III de Pallars Sobirà ; исп. Hugo Rogelio III de Pallars Sobirá; ок. 1435 — 26 ноября 1508) — граф Верхнего Пальярса в 1451—1487 годах, барон де Пон в 1478—1487 годах. Сын графа Верхнего Пальярса Арнау Рожера IV и его жены Жоаны де Кардоны.

## Биография
Наследовал отцу в 1451 году.
В 1461 году Гуго Рожер III был участником каталонской делегации, потребовавшей от арагонского короля Хуана II освобождения принца Карла Вианского — наследника короля Наварры. После того, как в 1462 году принц умер при невыясненных обстоятельствах, началась Каталонская гражданская война. Гуго Рожер III возглавил войско оппозиции. Он осадил королеву Хуану Энрикес и инфанта Фердинанда в Жиронском замке, затем руководил защитой города Барселоны.
В 1466 году попал в плен к Хуану II. Освобождён в 1470 году. В 1472 году. война закончилась с объявлением амнистии, но Гуго Рожер III под неё не попал и укрылся в своём графстве Верхний Пальярс. Продолжал борьбу с Хуаном II до заключения перемирия в 1475 году. В 1480 году подчинился новому королю Фердинанду II и получил от него прощение для себя и своих сторонников.
В 1478 году Гуго Рожер III женился на Катерине Альберт де Кардона, представительнице знатного руссильонского рода.
В 1484 году война возобновилась. Фердинанд II поручил графу Кардоны Хуану Раймонду Фулько III завоевать Пальярс. В конце 1486 года, поручив жене защиту графского замка, Гуго Рожер III отправился во Францию, чтобы попросить помощи у короля Карла VIII. Графиня защищала замок до 30 июня 1487 года, а 10 июля он был взят войсками Хуана Раймонда Фулько IV де Кардоны, который сменил отца на посту командующего.
В 1491 году арагонский суд заочно приговорил Гуго Рожера III к смертной казни с конфискацией всех владений. Графство Верхний Пальярс король передал завоевавшему его Хуану Раймонду Фулько IV де Кардона с титулом маркиза.
Гуго Рожер III участвовал в войнах, которые вела французская армия в Италии, и в 1503 году попал в плен к Гонсальво де Кордова. Его привезли в Барселону, где король Фердинанд II заменил ему смертную казнь на пожизненное заключение в замке Хатива. Там Гуго Рожер III и умер 26 ноября 1508 года.